# Yamauba

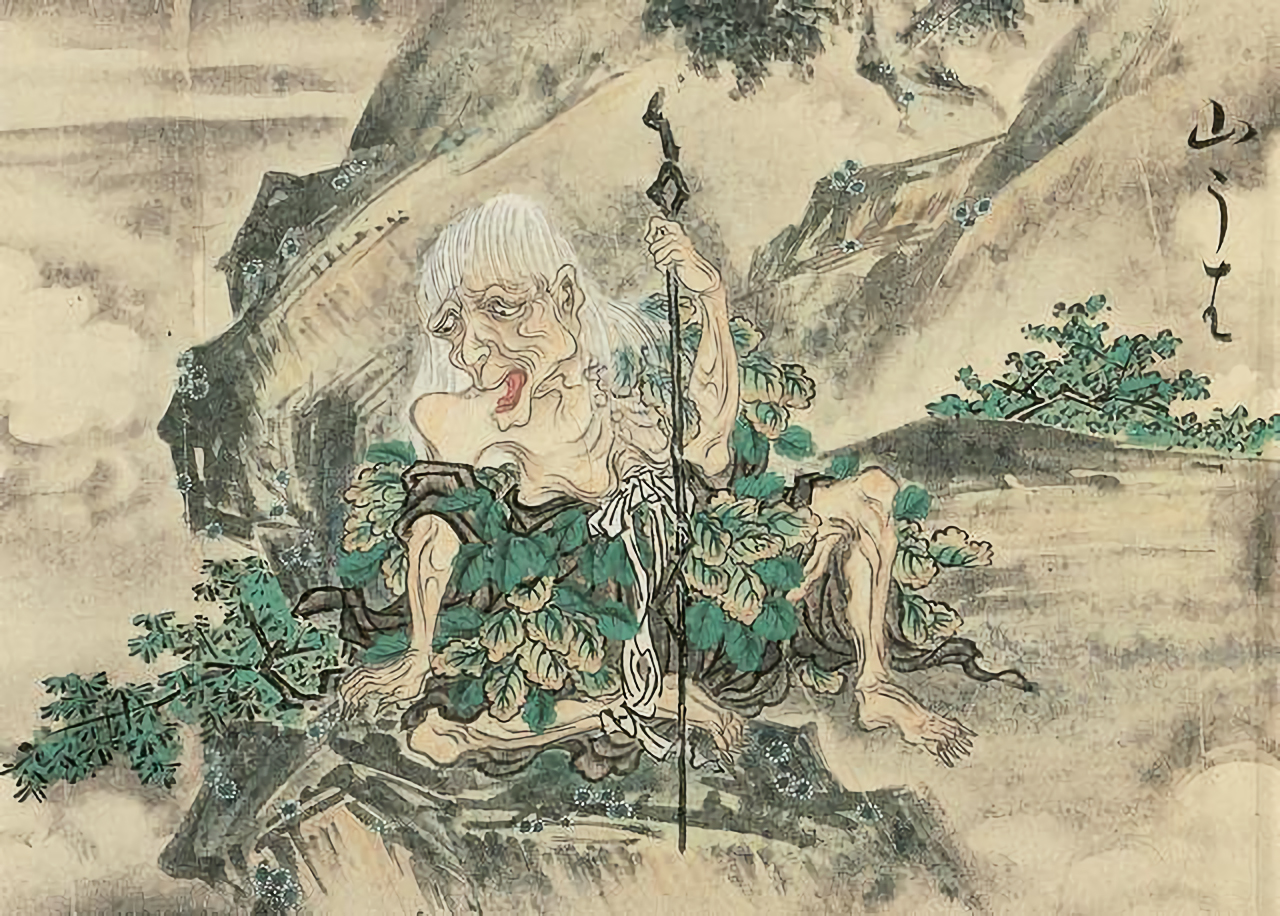
Yamauba, ca. 1737

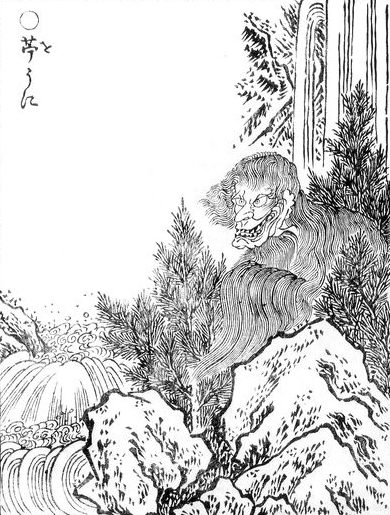
Yamauba, ca. 1776

De Yamauba (Japans: 山姥, bergheks) of Yamamba is een Yōkai (monster) uit de Japanse mythologie. Ze wordt tegenwoordig verwisseld met de Yuki Onna (sneeuwvrouw). Er zijn verhalen bekend uit de Heianperiode.

## Verschijning
De Yamauba ziet eruit als een lelijke vrouw. Haar haren zijn onverzorgd, lang en vaak goudwit van kleur. Haar rode kimono is besmeurd en verscheurd. De mond van het wezen neemt het totale gezicht in beslag. In enkele beschrijvingen heeft ze een tweede mond op haar kop. Ze kan haar uiterlijk veranderen en gebruikt deze gave om haar slachtoffers te vangen.

## Gedrag
De Yamauba woont diep in de wouden en bergen van Japan. In de meeste verhalen woont ze in een hut. De Yamauba heeft het op reizigers voorzien, die in de wouden verdwaald zijn. Haar aanpak verschilt van verhaal tot verhaal. In enkele verhalen verandert ze zichzelf in een mooie vrouw of een persoon die het slachtoffer kent. In andere verhalen speelt ze de hulpeloze oude dame. Als ze het vertrouwen van de persoon gewonnen heeft, vreet ze deze op.
Ze kan haar haren in slangen veranderen om het slachtoffer naar de mond op haar kop te trekken. Ze biedt verdwaalde personen haar hulp aan en brengt ze naar gevaarlijke plaatsen op de berg, waar de personen neerstorten en opgegeten worden. In weer andere verhalen lokt ze haar slachtoffers naar haar hut.
Ze wordt ook in verband gebracht met de verdwijningen van kinderen. Ouders gebruiken Yamauba als kinderschrik.
Haar gedrag lijkt op dat van een vrouwelijke oni, maar ze is niet onverslaanbaar. In enkele verhalen is het een wezen van de nacht dat tijdens de dag niet bewegen kan. In minstens één verhaal is haar enige zwakte een bloem, waarin haar ziel huist. Als deze bloem geplukt wordt, sterft ook de Yamauba. Ze wordt als goedgelovig gezien en in verhalen trapt de Yamauba vaak in een list van een slachtoffer.

## Kintaro
Yamauba heeft ook een andere kant. Ze voedde de wees Kintaro op tot Sakata no Kintoki, dit is de basis voor het No-spel  Yama-uba. In dit verhaal is Yamauba een liefhebbende moeder. Ook in andere No-spellen komt Yamauba voor.

## Yamanba
De Yamanba-mode is geïnspireerd op Yamauba.

## Afbeeldingen

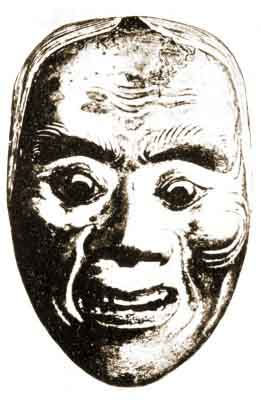
Een masker van Yamauba in een boek over No-spel, 1921
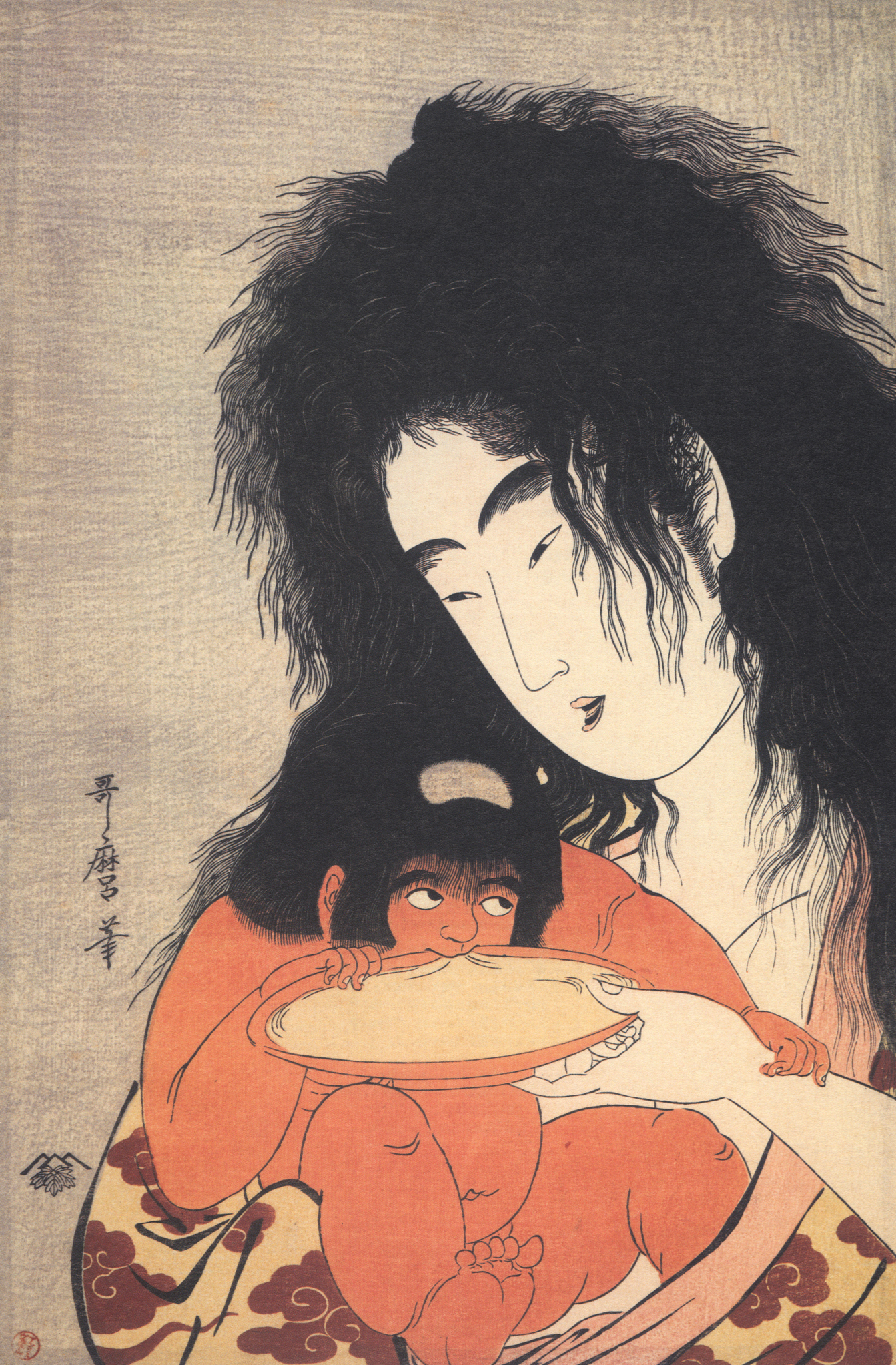
Yamauba met Kintaro
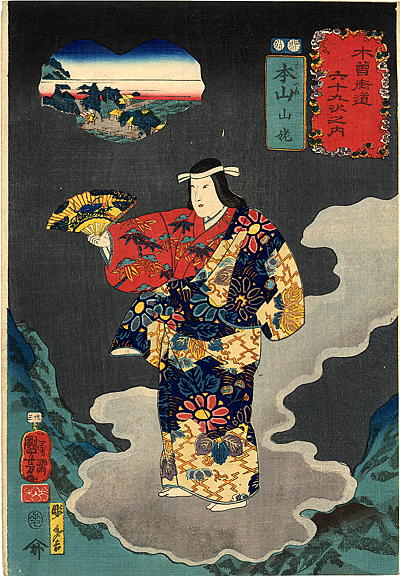
Yamauba komt op een wolk naar beneden
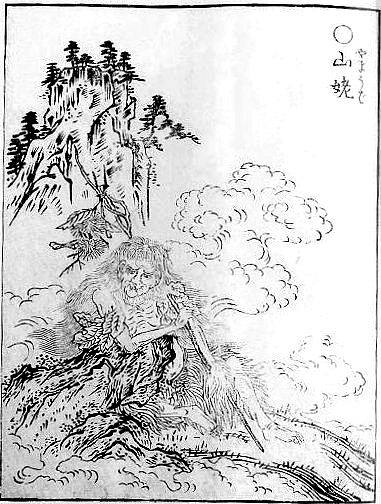
Yamauba